# U 2340
U 2340 war ein deutsches U-Boot vom Typ XXIII, das im Zweiten Weltkrieg von der deutschen Kriegsmarine eingesetzt wurde. Unter seinem Kommandanten Oberleutnant z. S. Emil Klusmeier diente es zu Trainingszwecken. U 2340 führte keine Feindfahrt aus.

## Geschichte
Die Kiellegung des Bootes erfolgte am 18. August 1944 bei der Deutschen Werft in Finkenwärder (damalige Schreibweise) und der Stapellauf noch im gleichen Jahr am 28. September. Am 16. Oktober 1944 wurde es unter Oberleutnant z. S. Emil Klusmeier in Dienst gestellt.
U-Boote dieses damals hochmodernen Typs XXIII waren vergleichsweise kleine Elektro-U-Boote von knapp 35 m Länge, die außer dem Kommandanten und dem Leitenden Ingenieur (LI) nur über zwölf Mann Besatzung verfügten. Dabei handelte es sich neben dem Ersten Wachoffizier (I. WO), dem Obersteuermann, dem Obermaschinisten, dem Zentralemaat und dem Funkmaat noch um einen weiteren Maat sowie sechs Matrosen. Offiziere, Unteroffiziere und Mannschaften mussten sich den Bugraum unmittelbar hinter den beiden mehr als 7 m langen Torpedorohren als einzigen Wohn- und Schlafraum teilen. Die Bewaffnung bestand – abgesehen von einer Maschinenpistole und einigen weiteren Handfeuerwaffen – aus nur zwei Torpedos. Hauptvorteil dieser Boote war, dass sie lange Zeit ohne aufzutauchen operieren konnten und dabei eine höhere Geschwindigkeit (12,5 kn) unter Wasser als über Wasser (10 kn) erreichten.
In der Nacht zum 31. März 1945 wurde die Stadt Hamburg und insbesondere die Werft durch Bomber der britischen Royal Air Force (RAF) angegriffen. U 2340 war bereits bei einem Bombenangriff am 10. Oktober 1944 nachhaltig beschädigt worden und wurde bei diesem erneuten Luftschlag zerstört. Im Hafen liegend wurden dabei neben U 2340 noch die U-Boote U 348, U 350, U 1131 und U 1167 durch Bomben zerstört. Auch der Kommandant von U 2336, Oblt.z.S. Jürgen Vockel, wurde bei diesem Bombenangriff durch Splitter tödlich verletzt, während sein Boot, ebenfalls vom Typ XXIII, unbeschädigt blieb. Am Tag darauf, dem 1. April 1945, wurde Emil Klusmeier zum Kapitänleutnant (Kptlt.) befördert und übernahm am selben Tag in Nachfolge von Vockel das Kommando über U 2336.
Das im Hafenbecken liegende Wrack von U 2340 wurde abgebrochen.